# Göran Strååt

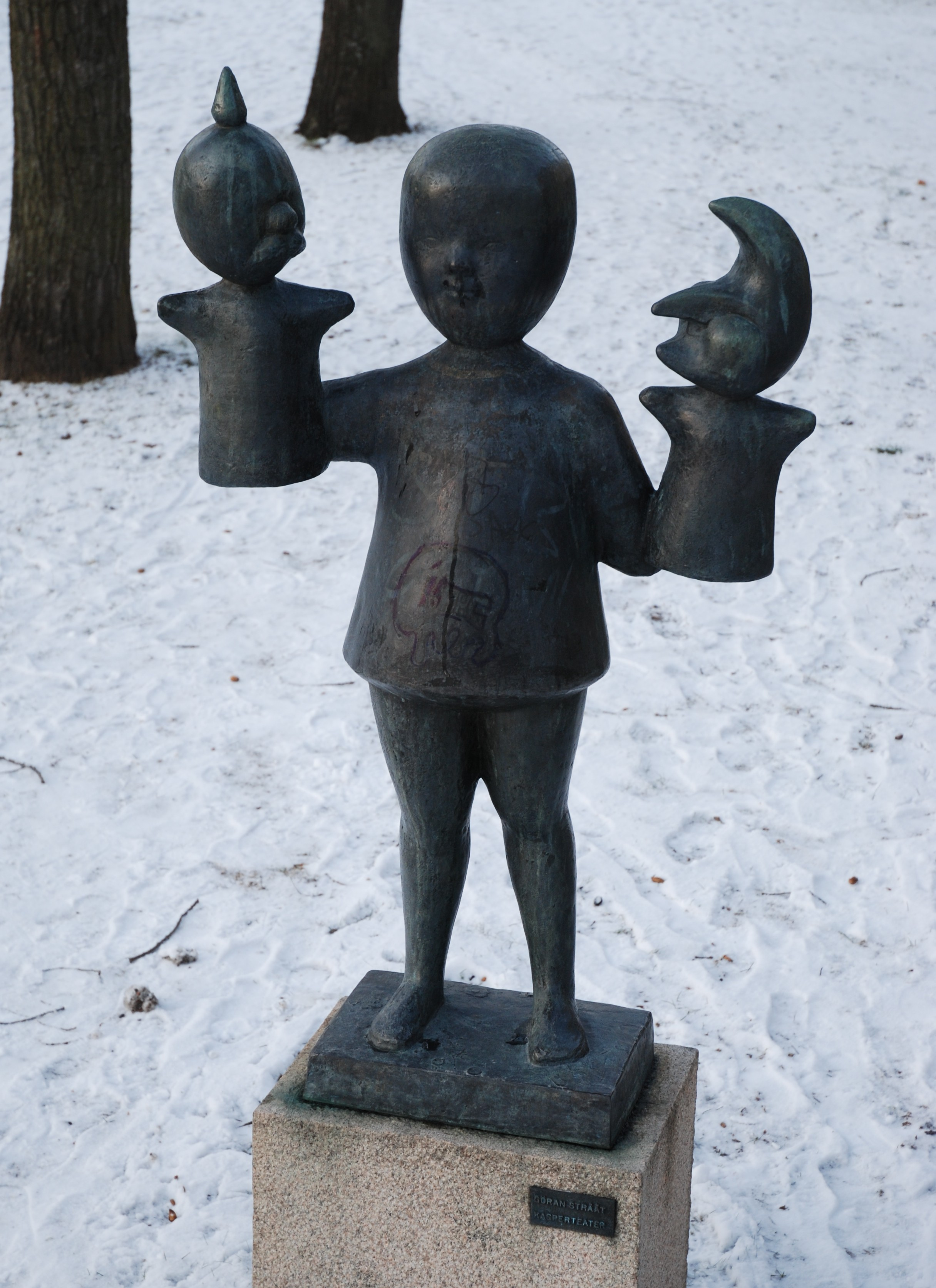
Kasperteater, brons, Skärholmen i Stockholm.

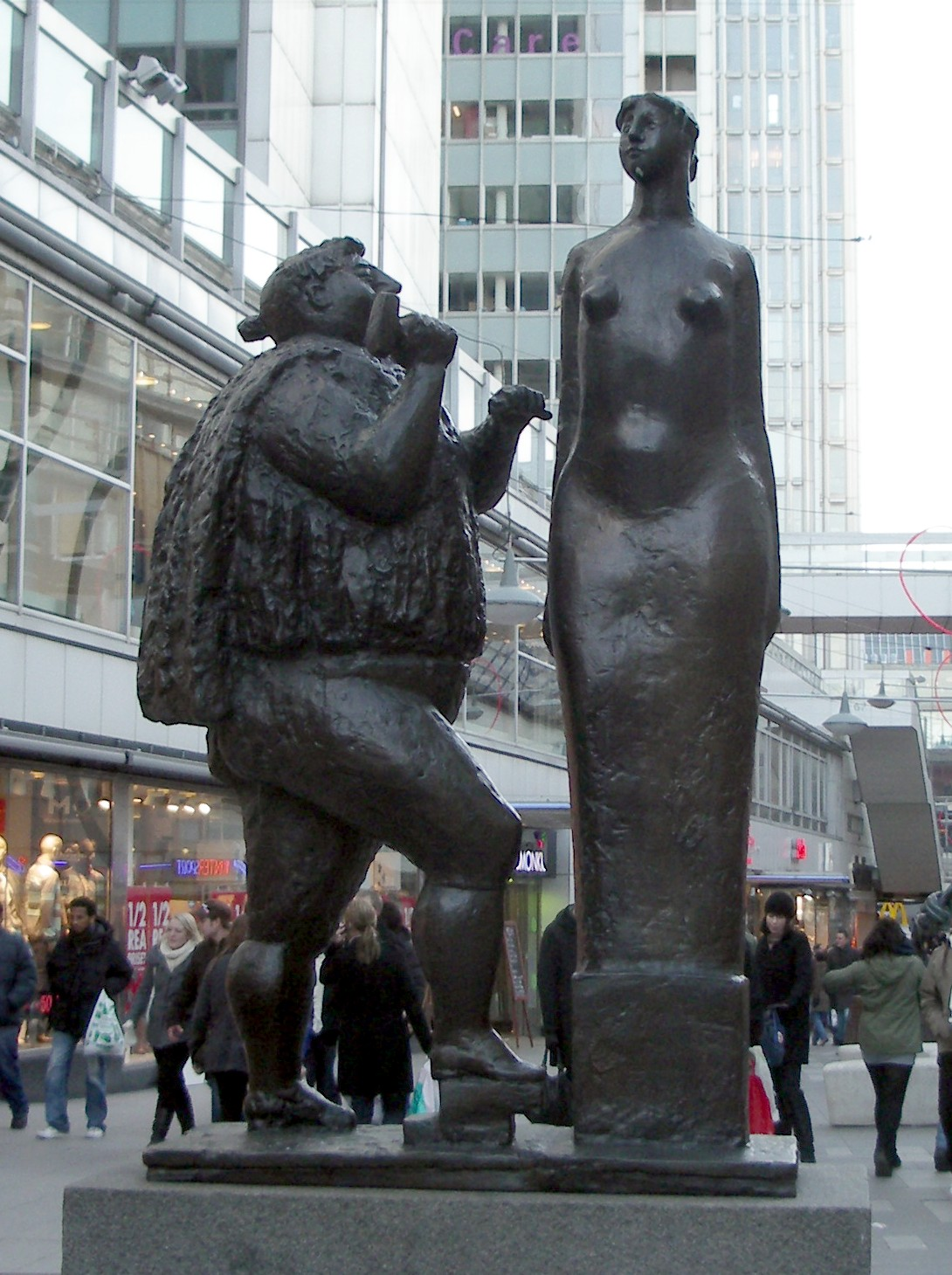
Sergelminnet, brons, Sergelgatan i Stockholm.

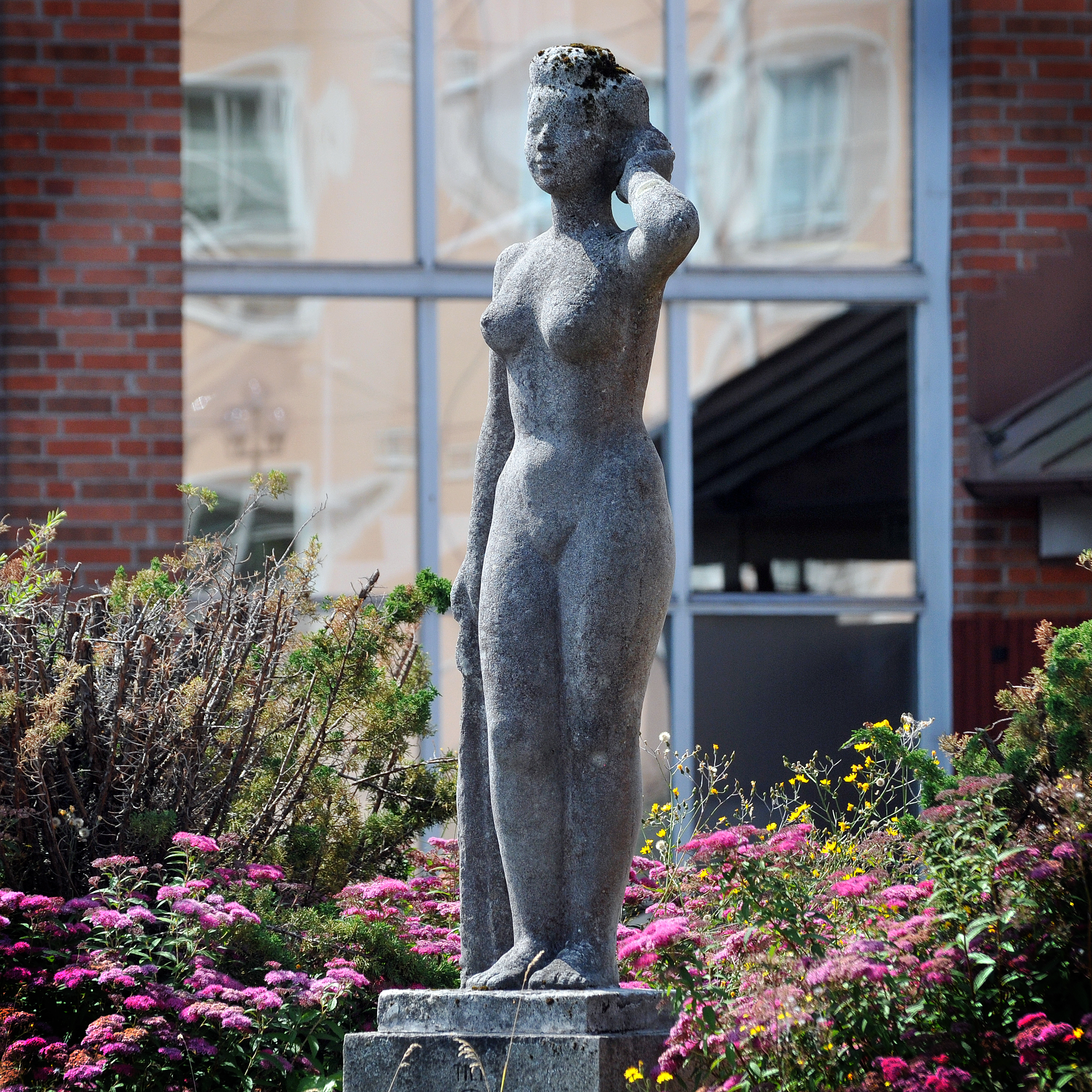
Eva, konststen, Folkungavägen i Nyköping.

Göran Strååt, född 11 juni 1913 i Stockholm, död 18 april 1994 i Åkersberga, var en svensk målare, tecknare, mosaikkonstnär och skulptör.
Han var son till Hjalmar Strååt och Magda Holmberg och från 1941 gift med Lena Günther samt bror till skådespelaren Hans Strååt. Han utbildades i skulptur av Nils Sjögren på Kungliga Konsthögskolan i Stockholm 1934–1940. Han tilldelades 1940 Jenny Lind-stipendiet men på grund av andra världskriget kunde han utnyttja det först 1946–1948 då han tillsammans med sin fru vistades i Rom. Tidpunkten var läglig eftersom svärfadern Christian Günther då var svensk ambassadör där. Separat debuterade han med en separatutställning på Galerie Moderne i Stockholm 1943 som följdes av separatutställningar på bland annat Modern konst i hemmiljö och Älvsbyn. Tillsammans med Håkan Sundström ställde han ut i Västerås och tillsammans med Gösta Fougstedt i Norrköping samt i Uppsala tillsammans med Ragnar Johansson. Han medverkade i Sveriges allmänna konstförenings salonger i Stockholm, utställningarna Nordisk konst på mässhallen i Göteborg, skulpturer i naturen på Trädgårdsföreningen i Göteborg och Liljevalchs Stockholmssalonger. Bland hans offentliga arbeten märks en blandning av fondväggsmosaik och sex skulptur för Folkets hus i Karlskoga, en relief i Gubbängen, en mosaikdekoration för Radiohuset i Köpenhamn, entrédörrarna till Svenska ambassaden i Oslo, järnsmiden för Åkersberga kommunalhus, en mosaikpåfågel för landstatshuset i Umeå, fyra commedia dell'arte-figurer för Scalateatern i Stockholm, skulpturen Kasperteater i Vällingby och skulpturen Faun och nymf i Eskilstuna. Han gjorde sig framför allt känd för bronsskulpturer med ett humoristiskt anslag, varav flera haft dockteater som motiv. Hans bildkonst består av studier av de moderna franska konstnärerna, stilleben och landskap. Han var också känd som en spexare privat. 
Strååt är representerad med teckningar vid Nationalmuseum i Stockholm. Göran Strååt har även formgivit Valsta Vattentorn i Sigtuna kommun.   

## Offentliga verk i urval
- Fasadrelief i konststen (1948) på Kastanjegården på Söndagsvägen i Hökarängen i Stockholm
- Eva (1954), konststen, Folkungavägen i Nyköping
- Gjutjärnstavla (1967), smide, Magdalenagården, Timmermansgatan 27 i Stockholm
- Kasper (1970), brons, Medborgarplatsen i Stockholm och Rådhusesplanaden i Gävle
- Limpan Lindström (1982), brons, Sergelgatan i Stockholm[5]
- Sergelminnet (1990), brons, Sergelgatan i Stockholm[6]
- Kasperteater, brons, Malteshalmsskolan i Vällingby i Stockholm
- Kasperteater. brons, Idholmsvägen i Skärholmen i Stockholm